# Alvvays (album)
Alvvays è il primo ed eponimo album in studio del gruppo indie pop canadese Alvvays, pubblicato nel 2014.

## Tracce
1. Adult Diversion – 3:28
2. Archie, Marry Me – 3:17
3. Ones Who Love You – 3:47
4. Next of Kin – 3:48
5. Party Police – 3:48
6. The Agency Group – 4:31
7. Dives – 2:57
8. Atop a Cake – 3:20
9. Red Planet – 3:59

## Formazione
- Molly Rankin – voce, chitarra
- Alec O'Hanley – chitarra, voce, tastiera, drum machine
- Kerri MacLellen – tastiera, voce
- Brian Murphy – basso
- Eric Hamelin – batteria (tracce 2, 3, 5, 6)
- Chris Dadge – batteria (tracce 1, 4, 8)
- Chad VanGaalen – programmazione, percussioni